# Max von Pettenkofer
Max Josef Pettenkofer 1883-tól von Pettenkofer (Lichtenheim (Neuburg an der Donau mellett), 1818. december 3. – München, 1901. február 10.) német természettudós, a kísérleti egészségtan megalapítója.

## Élete
Münchenben az orvostant és a természettudományokat tanulmányozta, aztán az ottani, továbbá a würzburgi és giesseni kémiai műhelyben dolgozott és azután kémiai asszisztens volt a müncheni királyi pénzverő hivatalnál. 1847-ben rendkívüli, 1853-ban a kémiának rendes tanára lett Münchenben. Első tudományos dolgozatai fiziológiai-kémiai dolgozatok voltak a Pettenkofer nevéről elnevezett epepróbáról; a húgyban felfedezett új anyagról (kreatin és kreatinin) stb. Továbbá írt az arany finomításáról, hidraulikus mészről, világító gázról, olajfestmények regenerációjáról. Pettenkofer neve a legtágabb körökben ismeretessé vált a szellőztetésről írt dolgozataival, valamint az általa feltalált lélegzőkészülék segítségével Carl von Voittal folytatott tanulmányokról, az anyagcsere dolgában, továbbá a kolera terjedési okairól szóló kutatásaival. 1873-ban a birodalmi kancelláriai hivatal által felállított kolerabizottság elnöke volt. 1883-ban nemességet nyert. 1889-ben a bajor királyi tudományos akadémia elnökévé nevezték ki. 1894. augusztus 1-jén nyugalomba vonult. Legtöbb higienikus dolgozatát a Zeitschrift für Biologie című folyóiratban tette közzé. 1883-ban alapította meg az Archiv für Hygiene című folyóiratot. Továbbá Ziemssennel kiadta a Handbuch für Hygiene című művet (3. kiad. Lipcse, 1882).

## Nevezetesebb munkái
- Untersuchungen und Beobachtunngen u. die Verbreitungsart der Cholera (München, 1855)
- Über den Luftwechsel in Wohngebäuden (uo. 1858)
- Die athmosphärische Luft in Wohngebäuden (Braunschweig, 1858)
- Über einen neuen Respirationsapparat (München, 1861)
- Cholera-Regulativ (Griesingerrel és Wunderlichhel, uo. 1866, 2. kiadás 1867)
- Zur Aetiologie des Typhus (Wolfsteinerrel, uo. 1872)
- Beziehungen der Luft zur Kleidung, Wohnung und Boden (4. kiad. Braunschweig, 1877)
- Verbreitungsart der Cholera in Indien (uo. 1871)
- Was man gegen die Cholera thun kann (München, 1873)
- Über Nahrungsmittel und den Wert des Fleischextractes (2. kiadás Braunschweig, 1876)
- Über den Wert der Gesundheit für eine Stadt (3. kiad. uo. 1877)
- Populäre Vorträge (3. kiad. uo. 1877)
- Vorträge über Canalisation und Abfuhr (München, 1880)
- Der Boden und sein Zusammenhang mit der Gesundheit des Menschen (Berlin, 1882)
- Zum gegen w. Stand der Cholerafrage (München, 1887)

## Magyarul megjelent művei
- Pettenkoffer Miksa: A temetkezési helyek megválasztásáról; ford. Gabriely Kálmán; Magyar Orvosi Könyvkiadó Társulat, Buda, 1869 (A Magyar Orvosi Könyvkiadó Társulat könyvtára)
- Népszerű természettudományi előadások. Faraday, Helmholtz, Pettenkofer munkáiból; ford. Déri Miksa, Hoitsy Pál et al.; Természettudományi Társulat, Bp., 1892 (Természettudományi Könyvkiadó Vállalat)